# Valentano
Valentano è un comune italiano di 2 866 abitanti della provincia di Viterbo nel Lazio. Il paese si caratterizza per la tipica architettura medievale con edifici tufacei.

## Geografia fisica

### Territorio
Valentano, collocato a 538 m s.l.m. a ovest del Lago di Bolsena e contornato dalle vette degli Appennini, il Monte Amiata e i Monti Cimini, sorge su di un colle della catena dei Volsini, ai piedi del Monte Starnina. Il suo territorio, di 43 km² circa, ha tutte le caratteristiche di un luogo "alto, ventoso e freddo", dall'aria "soavissima, buona e delicata", tanto decantata fin dai secoli passati. Il paese è posizionato in prossimità del confine con la Toscana.
Nel territorio comunale si trova il lago di Mezzano, dove nasce il fiume Olpeta, il principale affluente del Fiora.

### Clima
- Classificazione climatica: zona E, 2375 GR/G

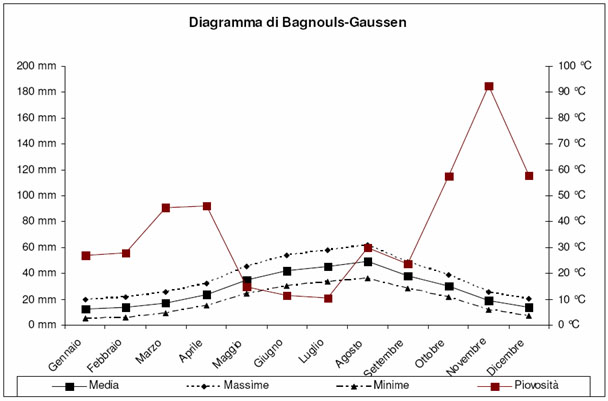
Diagramma di Bagnouls-Gaussen

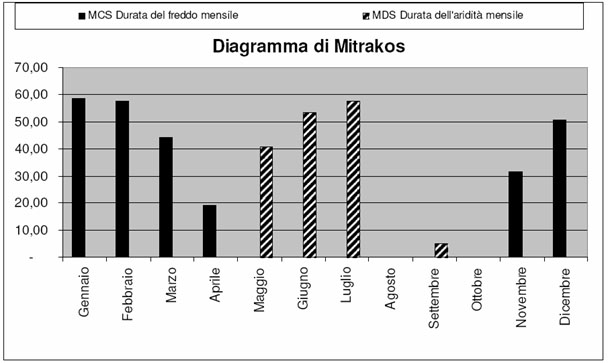
Diagramma di Mitrakos

#### Fitoclimatologia
Secondo la Carta Fitoclimatologica del Lazio, la zona ricade all'interno della regione mesaxerica (sottoregione ipomesaxerica) nella 6ª unità fitoclimatica, con termotipo collinare inferiore/superiore e ombrotipo subumido superiore/umido inferiore.
Secondo la classificazione del Pavari (1916), di ampio uso nel settore forestale, la zona fa parte della zona fitoclimatica del Castanetum, sotto-zona calda di 2º tipo con siccità estiva.

## Origini del nome
Sono state fatte molte ipotesi sull'origine del toponimo, alcune delle quali legate all'identificazione dell'antica città etrusca di Verentum. Un'altra ipotesi è che Leone IX decise di far costruire due castelli intorno al Lago di Bolsena: uno in Val di Lago e l'altro in una valle ricca di alberi di ontano, che veniva appunto chiamata Valle Ontana.
Un'altra ipotesi piuttosto plausibile deriverebbe da un certo Valente, possidente signore che in antichità doveva risiedere in questa zona. Il suffisso -ano significa spesso "proprietà di", da cui Valente-ano, proprietà di Valente.

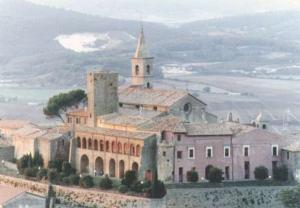
Valentano, vista dal Monte Starnina

## Storia

### Periodo preistorico
Il territorio di Valentano è stato abitato fin dal Paleolitico superiore. I più importanti ritrovamenti preistorici sono quelli dei villaggi palafitticoli di sponda dell'età del bronzo posti nel Lago di Mezzano, il piccolo lago vulcanico che gli storici identificano con il Lacus Statoniensis descritto da Seneca nelle Naturales quaestiones e da Plinio il Vecchio nel trattato Naturalis historia.
I reperti recuperati nel lago nelle campagne archeologiche dal 1973 a oggi hanno rivelato l'esistenza di una comunità che praticava l'allevamento, la coltivazione, la caccia ed era produttrice di utensili domestici e da lavoro, in pietra, in bronzo e in ceramica.
I materiali recuperati nel piccolo lago sono esposti nelle sale del Museo della Preistoria della Rocca Farnese di Valentano. Altre testimonianze preistoriche provengono dai siti del Vallone, di Monte Saliette, di Monte Starnina. I Poggi del Mulino recano una testimonianza di frequentazione che dal Palelotico giunge fino al Bronzo recente.

### Periodo etrusco-romano
Le presenze etrusche nel territorio di Valentano sono testimoniate in alcuni luoghi come Spinetto, Vallone, Santa Lucia e il più importante tra questi è il Monte Becco, situato nei pressi del Lago di Mezzano. In ogni caso si rinvengono solo poche tracce della presenza etrusca, anche se la tradizione vorrebbe che il paese derivi da Verentum, una città mai identificata. Si conservano invece cospicui resti della civiltà romana, come strade (diverticolo della Via Clodia), ville rustiche e, da segnalare, un maestoso tronco marmoreo di Giove finito nel museo Ny Carlsberg Glyptotek di Copenaghen.

### Alto Medioevo
Il primo manoscritto con un riferimento al paese nella sua denominazione attuale, è dell'813 (Regesto di Farfa) mentre Balentanu appare in altri documenti dell'Abbazia di San Salvatore sul Monte Amiata, a partire dall'844. Si registra la presenza del castello diruto di Mezzano nell'827 e del villaggio di Villa delle Fontane nell'839. Qui sorse poi una sede Templare con la sua chiesa dedicata a Santa Maria del Tempio.

### Il Rinascimento - La famiglia Farnese
Dal 1354 il paese è posto sotto la signoria dei Farnese, che hanno lasciato molte tracce indelebili, monumenti insigni come la Rocca con il castello e le numerose chiese.

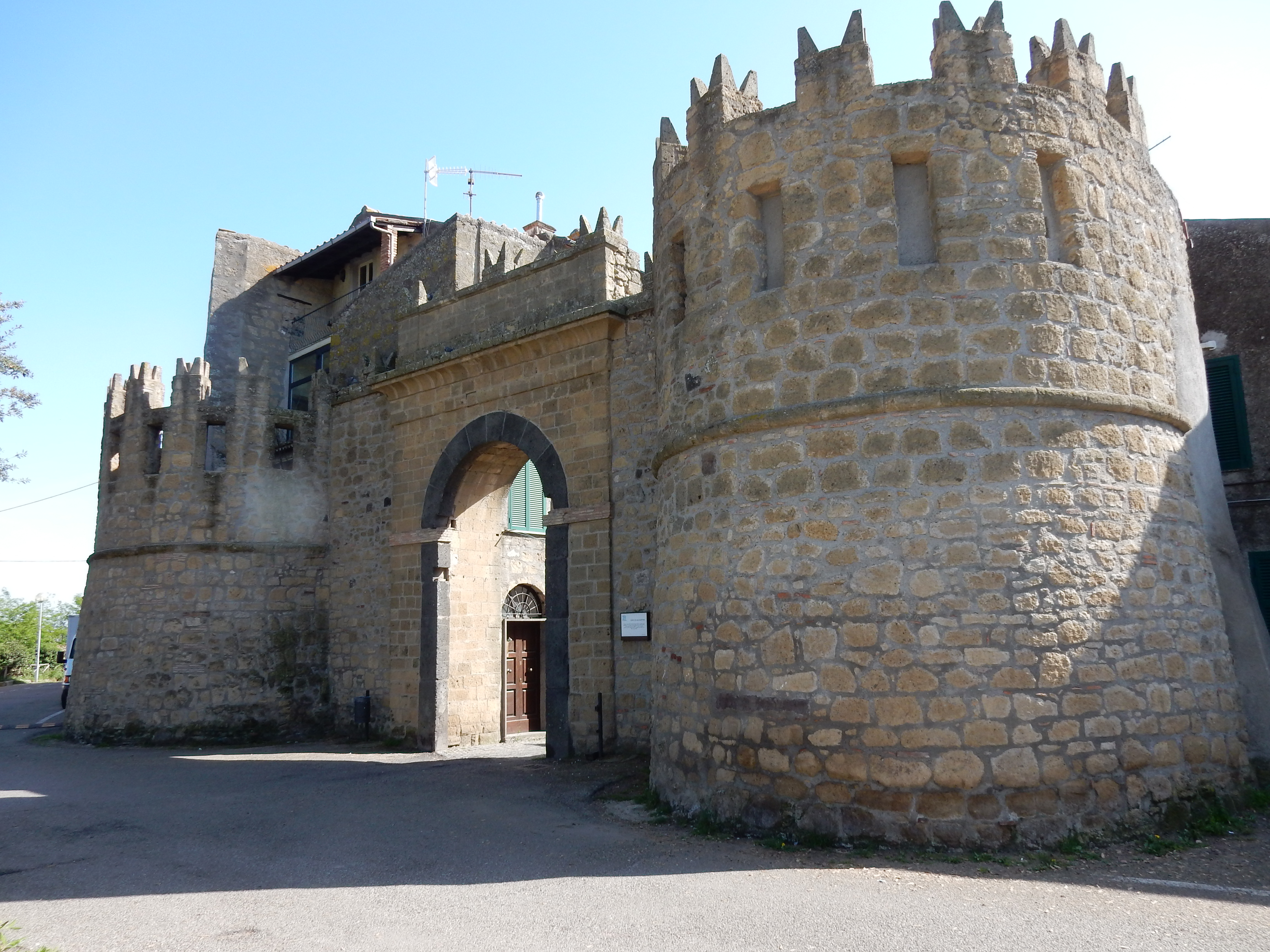
Porta San Martino

La famiglia Farnese si stabilì definitivamente a Valentano dopo che il cardinale Albornoz concesse loro la Rocca, che fu trasformata velocemente da castello difensivo a dimora residenziale.
I Farnese avevano una nomina rinomata nel borgo e, a distanza di secoli, il popolo valentanese li ricorda ancora per i lavori urbanistici effettuati nel primo ventennio del XVI.
Fra i personaggi rilevanti che hanno abitato a Valentano, vanno ricordati Alessandro Farnese, poi divenuto papa Paolo III e sua sorella Giulia, detta "la bella", nonché Angelo Farnese e Pier Luigi Farnese. Vi nacquero il "gran Cardinale" Alessandro, i duchi Ottavio e Orazio, il cardinal Ranuccio e Vittoria duchessa di Urbino. Nel 1537, Paolo III costituì per Pier Luigi e i suoi eredi il ducato di Castro e Ronciglione e, quindi dal 1545, quello di Parma e Piacenza.
A Valentano, dal 1592 il poeta veneziano Antonio Ongaro fu al servizio e sotto la protezione di Mario Farnese, e proprio in questo paese l'Ongaro trovò la morte in seguito.

Le numerose vertenze che videro in campo i Farnese e la Camera Apostolica si conclusero con la guerra di Castro del 1649, con la distruzione della città di Castro, capitale del ducato, Valentano divenne il centro amministrativo del Castrense e vi venne trasferito l'archivio storico. La diocesi fu trasferita ad Acquapendente.

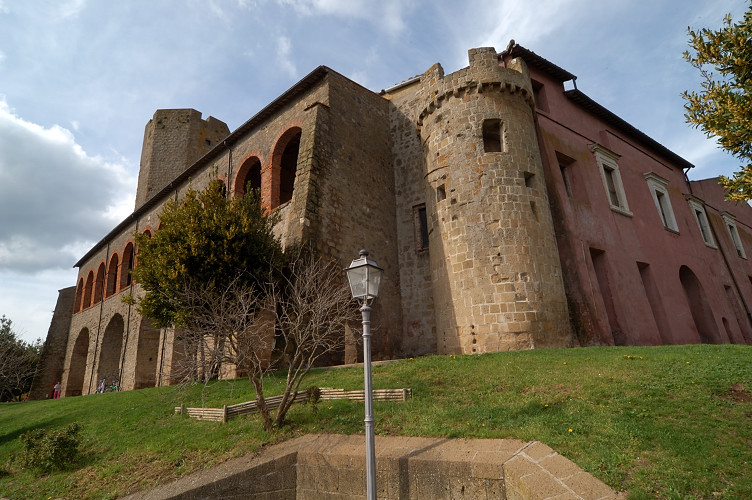
La Rocca Farnese, vista dai giardini

### Lo Stato Pontificio
Gli avvenimenti dei secoli seguenti registrano l'abbandono del paese da parte dei Farnese e, nel 1731 la Rocca Farnese fu trasformata in un monastero di clausura fino al 1930. È rimasta la suggestiva "scala santa", affrescata con scene della Passione che hanno ricoperto gli affreschi d'epoca farnesiana.
Durante l'età risorgimentale, liberali e i democratici valentanesi sono presenti nell'Associazione Castrense del 1848 e poi nella Lega dei Comuni del 1860. I liberali valentanesi si opponevano al potere temporale dei papi e auspicavano, nello spirito risorgimentale, l'unione dell'Italia tutta.
Sede di una guarnigione di Zuavi pontifici, il paese registrò nel 1867 l'arrivo e gli scontri con i garibaldini di Giuseppe Baldini e di Riccardo Bousquet. Ma ormai il 1870 era alle porte e mentre si festeggiava la presa di Roma gli Zuavi incendiavano, nella piazza principale del paese, quasi tutte le carte dell'archivio storico del Comune di cui rimangono comunque preziose e insostituibili testimonianze, unitamente alle carte amministrative della distrutta città di Castro.

### Storia contemporanea
Fin dalla fine del XIX secolo il paese registrò una forte emigrazione verso le Americhe e furono molti i soldati che parteciparono alla prima guerra mondiale contando anche numerosi caduti (66). Al termine del conflitto una parte della vecchia toponomastica urbana fu sostituita con i nomi dei luoghi e degli eroi della Grande Guerra italiana. La Seconda guerra mondiale causò morti al fronte e attraversò il territorio nel giugno 1944 provocando la morte di civili alla cui memoria, nel giugno 2004, è stata apposta una targa commemorativa in via Trento e Trieste, nello stesso luogo del "Portonaccio" di Palazzo Vitozzi, ove cadde il colpo di artiglieria tedesca che causò la morte di sette civili che vi avevano trovato rifugio.

### Simboli
Lo stemma comunale in uso è blasonato: d'azzurro, all'albero di ontano nodrito nella pianura di verde. Ornamenti esteriori da Comune. Il gonfalone è un drappo di azzurro.

## Monumenti e luoghi d'interesse

### Architetture religiose

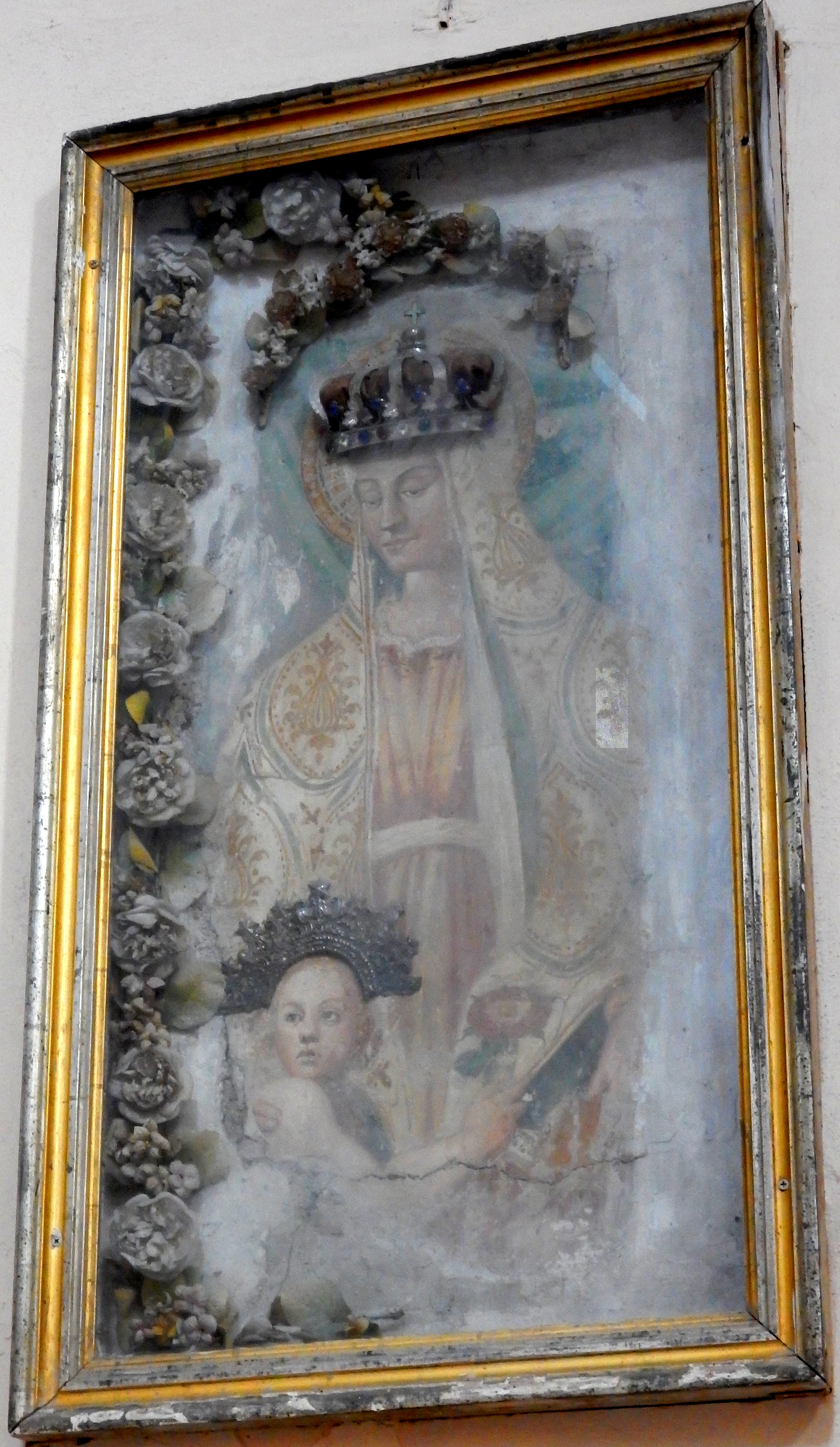
Affresco della Madonna della rosa - Chiesa di Santa Maria - Valentano

- Chiesa collegiata di San Giovanni Apostolo ed Evangelista :Costruzione del XII sec. è collocata in piazza della Vittoria, vicino alla Rocca Farnese. Nella chiesa si trova un organo a canne fabbricato da Claudio Pierini tra la fine degli anni 70 e i primi anni 80 e installato nel gennaio 2017.
- Chiesa di Santa Maria

Costruita intorno al XV sec. è posta a metà della via principale del paese (corso Giacomo Matteotti). Al suo interno è custodito un importante affresco della Madonna della Rosa. Vi aveva sede il ramo femminile della Confraternita dei flagellanti.
- Chiesa di Santa Croce

Situata fuori dalle antiche mura cittadine, la chiesa conserva un interessante affresco della Vergine con Bambino e due flagellanti in abito confraternale. ln antico era titolata anche "dei Battenti" (Verberatorum), più propriamente "del Gonfalone della Santa Croce".
- Chiesa della Madonna del Monte

Sorge sulla sommità del Montenero, fu restaurata nel 1986.
- Santuario della Madonna della Salute

Consacrato con il nome "Santa Maria della Salute" fu fondato da Francesco Portici verso il 1470.
- Chiesa dell'Annunziata a villa Fontane

Sita in località Villa Fontane, questa chiesa fu edificata intorno al 1930. L'edificio appartenne originariamente ai Templari, perciò ai Cavalieri di Malta.
- Ex chiesa di Sancta Maria ad Templum
- Ex chiesa dell'Eschio
- Ex chiesa della Madonna della Pietà o dell'Ospedale

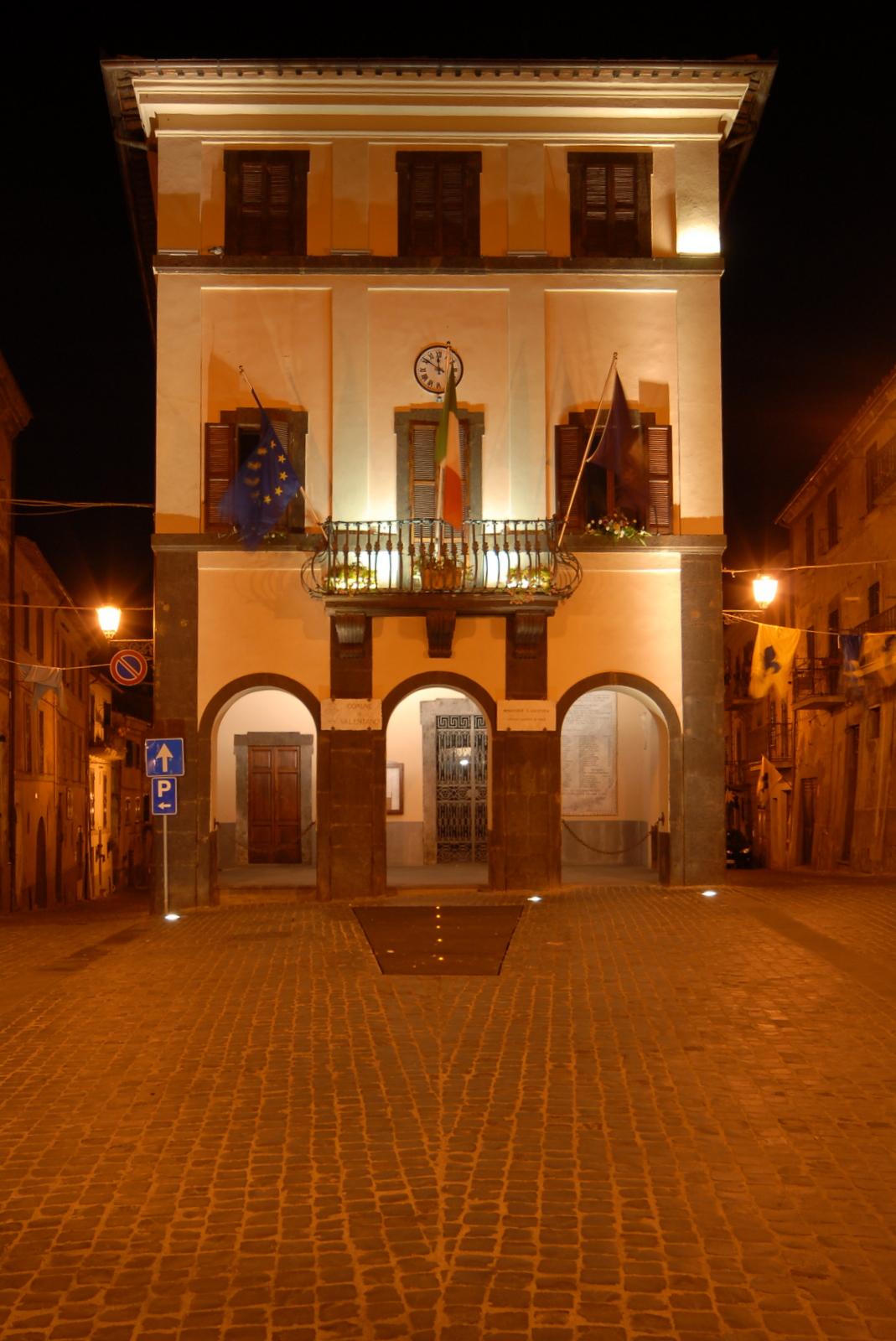
Il palazzo comunale di notte

### Architetture civili
- Palazzo Comunale (Municipio)

Di architettura Rinascimentale ma con rifacimento nel corso del XVIII secolo. All'interno del portico sono situati gli stemmi di Valentano (fine XV secolo), di Martino V Colonna, della famiglia Farnese, la targa a Giuseppe Garibaldi. Nel 1919 vi fu collocata la targa in marmo con i nomi dei militi valentanesi Caduti nella Grande Guerra il cui epitaffio fu composto dal letterato Fausto Salvatori.
- Porta Magenta

Su disegno del Vignola, viene più comunemente chiamata "La porta del Mascherone" a causa della faccia con la lingua di fuori scolpita sulla sua sommità.
- Palazzo monumentale dei Vitozzi

Situato lungo via Trento e Trieste, si presenta strutturato con finestre incorniciate in pietra vulcanica, sulla facciata vi è lo stemma della famiglia e sugli architravi è inciso il nome di colui che lo costruì: il sacerdote Joannes Vitotius.
- Palazzo Cruciani

Dove nacque il matematico Paolo Ruffini, si trova in via Carlo Alberto.
- Terrazza panoramica di San Martino

### Aree naturali
- Lago di Mezzano

Appartiene al sito di importanza comunitaria (SIC) "Lago di Mezzano - IT6010012"

## Società

### Evoluzione demografica
Abitanti censiti

### Tradizioni e folclore
- Fiera del cedro: istituita nel 1461 da Pier Luigi Farnese, è una fiera dedicata ai prodotti locali e a tutti i generi di merci. Viene svolta la terza domenica di maggio e il lunedì successivo.
- Festa del Solco dritto della Madonna dell'Assunta - 14/15 agosto. Si tratta di un rito di ringraziamento del raccolto e propiziatorio sulle nuove semine. La comunità affida al "Signore della festa" l'onere di scegliere i più abili bifolchi per guidare l'aratro con i buoi, ora con il trattore. La tiratura solco dritto avviene all'alba del 14 agosto nella Piana di Valentano per una lunghezza di 5 km circa. La tradizione vuole che più il solco è dritto tanto più il raccolto della nuova stagione agricola sarà abbondante.

## Cultura

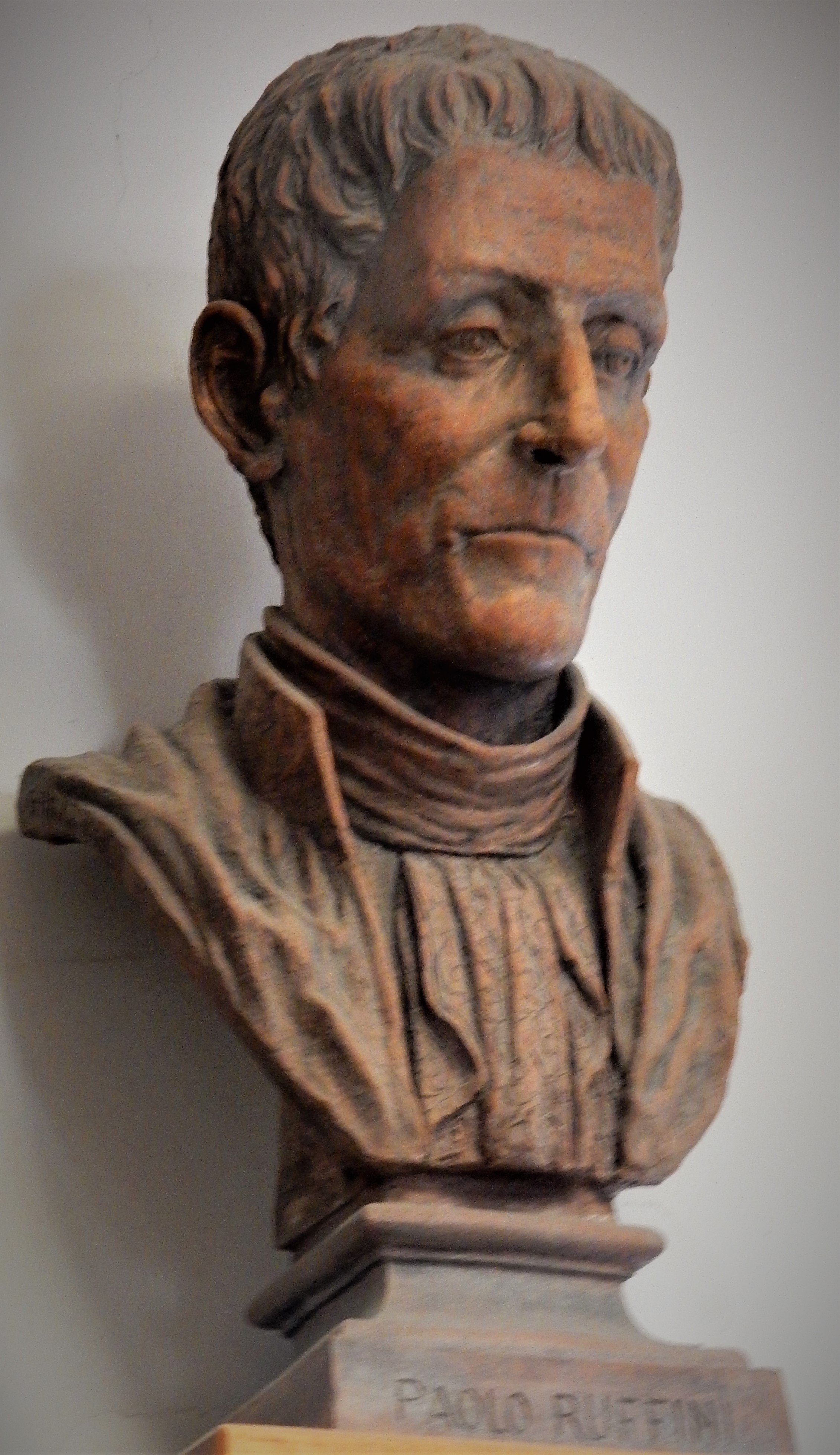
Busto del matematico Paolo Ruffini, nato a Valentano il 22 settembre 1765, conservato nella Biblioteca Comunale

### Istruzione

#### Scuole
- Scuola Materna Statale
- Scuola Elementare Statale - Istituto Comprensivo "Paolo Ruffini"
- Scuola Media Statale

#### Musei
- Museo della preistoria della Tuscia e della Rocca Farnese
- Biblioteca Comunale, situata dal 1988 nell'ala est della Rocca Farnese. Conserva tra l'altro l’Archivio Storico preunitario con testi risalenti al periodo 1450–1870.

### Cucina
- Patata dell'alto viterbese
- Cece del solco dritto
- Tortello Valentanese

## Economia
Di seguito la tabella storica elaborata dall'Istat a tema Unità locali, intesa come numero di imprese attive, ed addetti, intesi come numero addetti delle unità locali delle imprese attive (valori medi annui).
|           | 2015                  |                              |                            |                |                       |                     | 2014                  |                | 2013                  |                |
| --------- | --------------------- | ---------------------------- | -------------------------- | -------------- | --------------------- | ------------------- | --------------------- | -------------- | --------------------- | -------------- |
|           | Numero imprese attive | % Provinciale Imprese attive | % Regionale Imprese attive | Numero addetti | % Provinciale Addetti | % Regionale Addetti | Numero imprese attive | Numero addetti | Numero imprese attive | Numero addetti |
| Valentano | 251                   | 1,07%                        | 0,06%                      | 644            | 1,08%                 | 0,04%               | 251                   | 640            | 242                   | 628            |
| Viterbo   | 23.371                |                              | 5,13%                      | 59.399         |                       | 3,86%               | 23.658                | 59.741         | 24.131                | 61.493         |
| Lazio     | 455.591               |                              |                            | 1.539.359      |                       |                     | 457.686               | 1.510.459      | 464.094               | 1.525.471      |

Nel 2015 le 251 imprese operanti nel territorio comunale, che rappresentavano l'1,07% del totale provinciale (23.371 imprese attive), hanno occupato 644 addetti, l'1,08% del dato provinciale (59.399 addetti); in media, ogni impresa nel 2015 ha occupato due persone (2,57).

### Turismo
I villeggianti sono molti, specialmente nei mesi estivi, proprio per questo suo essere un luogo collinare tra "lago e mare". E non a caso la Regione Lazio ha compreso Valentano fra i centri a prevalente economia turistica.

## Infrastrutture e trasporti

### Strade
Valentano, tramite la Strada Provinciale 47 Lamone , è collegata a Ischia di Castro.

## Amministrazione
Nel 1927, a seguito del riordino delle circoscrizioni provinciali stabilito dal regio decreto n. 1 del 2 gennaio 1927, per volontà del governo fascista, quando venne istituita la provincia di Viterbo, Valentano passò dalla provincia di Roma a quella di Viterbo.

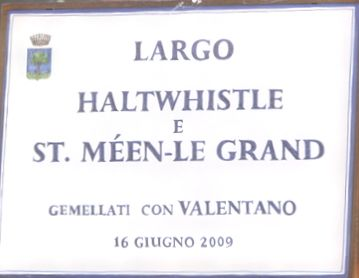
Largo Haltwhistle e St Méen-Le Grand - Valentano

| Periodo        | Periodo        | Primo cittadino                | Partito | Carica      | Note |
| -------------- | -------------- | ------------------------------ | ------- | ----------- | ---- |
| marzo 1946     | agosto 1946    | Ernesto Catena                 |         | Sindaco     |      |
| agosto 1946    | maggio 1948    | Serafino Andreoli              |         | Sindaco     |      |
| agosto 1948    | giugno 1951    | Felice Bonasera                |         | Sindaco     |      |
| giugno 1951    | aprile 1953    | Angelo Natali                  |         | Sindaco     |      |
| aprile 1953    | maggio 1956    | Vincenzo Mario Cruciani        |         | Sindaco     |      |
| giugno 1956    | novembre 1960  | Felice Cappelletti             |         | Sindaco     |      |
| novembre 1960  | dicembre 1964  | Annibale Pagnanelli            |         | Sindaco     |      |
| dicembre 1964  | giugno 1970    | Annibale Pagnanelli (2º m.)    |         | Sindaco     |      |
| giugno 1970    | giugno 1975    | Guglielmo Cruciani             |         | Sindaco     |      |
| giugno 1975    | ottobre 1977   | Michele Lombardi               |         | Sindaco     |      |
| novembre 1977  | giugno 1978    | Salvatore Santo                |         | Comm. pref. |      |
| giugno 1978    | luglio 1983    | Raffaele Saraconi              |         | Sindaco     |      |
| luglio 1983    | giugno 1988    | Raffaele Saraconi (2º m.)      |         | Sindaco     |      |
| giugno 1988    | giugno 1993    | Raffaele Saraconi (3º m.)      |         | Sindaco     |      |
| giugno 1993    | aprile 1997    | Angelo Biagini                 |         | Sindaco     |      |
| aprile 1997    | agosto 2000    | Vincenzo Colantuoni Romagnoli  |         | Sindaco     |      |
| agosto 2000    | maggio 2001    | Nicoletta Ambrosini            |         | Comm. pref. |      |
| maggio 2001    | maggio 2006    | Raffaela Saraconi              |         | Sindaco     |      |
| maggio 2006    | 18 marzo 2011  | Raffaela Saraconi (2º m.)      |         | Sindaco     |      |
| 18 marzo 2011  | 16 maggio 2011 | Antonio Oriolo                 |         | Comm. pref. |      |
| 16 maggio 2011 | 5 giugno 2016  | Francesco Pacchiarelli         |         | Sindaco     |      |
| 5 giugno 2016  | 21 luglio 2017 | Francesco Pacchiarelli (2° m.) |         | Sindaco     |      |
| 21 luglio 2017 | 10 giugno 2018 | Salvatore Grillo               |         | Comm. pref. |      |
| 10 giugno 2018 | 15 maggio 2023 | Stefano Bigiotti               |         | Sindaco     |      |
| 15 maggio 2023 | in carica      | Stefano Bigiotti (2° m.)       |         | Sindaco     |      |

### Gemellaggi
- Haltwhistle
- Saint-Méen-le-Grand

### Altre informazioni amministrative
- Fa parte della Comunità Montana Alta Tuscia Laziale.
- Fa parte del Comitato Bacino Lago di Bolsena.

## Sport

### Calcio
- S.S.D. Valentano[senza fonte]

### Tennis
- A.S.D. Tennis Club Valentano[senza fonte]